# Jens Kampmann
Jens Kampmann (født 30. marts 1937 på Frederiksberg) er en dansk virksomhedsleder og tidligere politiker (Socialdemokratiet) og minister.
Jens Kampmann er søn af tidligere statsminister Viggo Kampmann og blev i lighed med sin far student og efterfølgende cand.polit. fra Københavns Universitet. Allerede som 29-årig i 1966 blev han valgt ind i Folketinget for Socialdemokratiet i Silkeborgkredsen. Han blev Danmarks første miljøminister i 1971 og fik senere endnu en ministerpost.
- Minister for offentlige arbejder og for forureningsbekæmpelse i Regeringen Jens Otto Krag III og Regeringen Anker Jørgensen I fra 11. oktober 1971 til 27. september 1973.[1]
- Minister for offentlige arbejder i Regeringen Anker Jørgensen I fra 27. september 1973 til 19. december 1973.
- Minister for skatter og afgifter i Regeringen Anker Jørgensen II fra 26. februar 1977 til 30. august 1978.[1]

Jens Kampmann genopstillede ikke til Folketinget ved valget i 1979.
Efter sin politiske karriere blev Kampmann direktør for Miljøstyrelsen og var her med til at udarbejde vandmiljøhandlingsplanen. I 1991 tog han initiativ til selskabet Invest Miljø A/S, der investerer i miljørigtige virksomheder, og desuden har han i tidens løb haft mange bestyrelsesposter. I 2009 blev Jens Kampmann formand for Kattegatkomiteen, som er en sammenslutning, der arbejder for en beslutning om anlæg af fast kattegatforbindelse.